# Frédéric Joly
 (août 2023).
Si vous disposez d'ouvrages ou d'articles de référence ou si vous connaissez des sites web de qualité traitant du thème abordé ici, merci de compléter l'article en donnant les références utiles à sa vérifiabilité et en les liant à la section « Notes et références ».
Pour les articles homonymes, voir Joly.
Frédéric Joly est un animateur et producteur de télévision français, né le 9 septembre 1972 à Paris.

## Biographie
En 1994, Frédéric Joly fait ses débuts en coprésentant le Disney Club sous le surnom de Fred, et accompagnant Julie sur le plateau, puis Delphine McCarty la saison suivante. Il abandonne son look d'animateur pour la jeunesse, et quitte TF1 à l'été 1997.
En septembre 1997, il rejoint France 2 pour une émission sur sa passion : les séries. Il présente son premier prime-time lors d'une soirée spéciale Urgences le 30 août 1998[réf. nécessaire]. Pendant l'été 1998, il est aux commandes de l'émission Fous d'humour. À partir du 5 juillet 1998, il présente le magazine Séries illimitées.
En septembre 1998, il est de retour sur TF1 et présente chaque jour l'émission people Exclusif, avec Emmanuelle Gaume, puis avec Flavie Flament, et enfin avec Valérie Bénaïm. Il l'a quelquefois présentée avec la chroniqueuse de l'émission Ness qui effectuait les remplacements des animatrices.
En décembre 2000, il présente Les P'tits Princes, à 20 h 50, une soirée spéciale aux côtés de cinq autres animateurs de TF1 : Benjamin Castaldi, Flavie Flament, Sophie Thalmann, Billy, et Carole Rousseau.
En hiver 2002, après l’arrêt d'Exclusif sur TF1, il revient sur France 2, jusqu'en été 2003, où il anime la dernière version télévisée du Trivial Pursuit qui ne fera pas suffisamment d'audience pour rester à l'antenne la rentrée suivant.
En décembre 2002, il rejoint TF6 pour animer le jeu Menteur, d'après un format britannique, pendant une saison, jusqu'en juin 2003.
En 2006, il rejoint TPS Star pour présenter Autour du blockbuster, une émission qui offre aux téléspectateurs une vision décalée et ludique sur le film du mercredi soir, produite et réalisée par PRODPROD.
En novembre 2008, il fait son arrivée sur NRJ 12 où il présente une nouvelle émission, Amnésia, les dossiers de ta vie puis en septembre 2009, il présente Mes parents vont t'adorer produit par Benjamin Castaldi, et enfin en décembre 2009 il présente Au cœur de l'inconnu où il explore les phénomènes paranormaux.
En septembre 2011, il rejoint France 3 Paris Île-de-France ou il anime et produit une émission immobilière intitulée Chez moi à Paris diffusée le dimanche à 11 h 30.
Fin octobre 2016 il produira et animera une nouvelle émission people d'une trentaine de minutes en acces prime time intitulée Indiscretions et diffusée sur NRJ12.

## Animateur
- 1994-1996 : Disney Club, TF1
- 1997 : De plus en plus, TF1 chroniqueur
- 1997-1998 : Et si ça vous arrivait ?, France 2, chroniqueur
- 1997-1998 : Les beaux matins, France 2, chroniqueur
- 1997 : Fous d'humour, France 2
- 1998 : Séries illimitées, France 2
- 1998-2002 : Exclusif sur TF1, coprésentation
- Décembre 2000 : Les P'tits Princes, TF1 avec cinq autres animateurs de TF1, coprésentation
- 2000-2001 : Toutes les chansons ont une histoire, TF1
- 2002-2003 : Trivial Pursuit, France 2
- 2003-2004 : Le grand zapping de l'humour, France 2
- 2002-2003 : Menteur, TF6
- 2003-2004 : Le grand zapping ... à la demande, France 2, coprésentation
- 2006-2007 : Autour du blockbuster, TPS Star
- 2008-2009 : Amnésia, les dossiers de ta vie, NRJ 12
- 2009-2010 : Mes parents vont t'adorer, NRJ 12
- 2009 : Au cœur de l'inconnu sur NRJ 12
- 2011 : Chez moi à Paris, France 3 Paris Île-de-France
- 2016 : Indiscretions sur NRJ 12

## Producteur
Frédéric Joly travaille désormais, notamment pour la TNT, en tant que producteur via sa société de production 909 productions crée en 2001, qui produit entre autres :
- Si près de chez vous, sur France 3
- L'Île des vérités, sur NRJ 12
- Génération Mannequin, sur NRJ 12
- Caïds Story, sur Planète+
- Tendances Ô, sur France Ô
- ILS, sur Stylia
- Green trip, sur Ushuaïa TV
- J'ai un Rêve, sur Equidia
- La Grande Illusion, sur France 3
- GulliZ, sur Gulli
- L'Œil d'Ayem, sur June
- Pièges de stars, sur NRJ12
- Las Vegas Academy, sur W9
- La revanche des EX, sur NRJ12
- Retour à l'instinct primaire, sur RMC Découverte
- Disparus, au cœur de l'enquête avec Patricia Fagué, sur RMC Story